# Priekule kommun
Priekule kommun (lettiska: Priekules Novads) var en kommun i Lettland. Den låg i den västra delen av landet, 170 km väster om huvudstaden Riga. Antalet invånare var 6 611. Arean var 520 kvadratkilometer.
2021 slogs kommunen samman med kommunerna Aizpute, Durbe, Grobiņa, Nīca, Pāvilosta, Rucava och Vaiņode och bildade Södra Kurzeme kommun.
Följande samhällen fanns i Priekules novads:
- Priekule